# Sanex Trophy 2000
Sanex Trophy 2000 — жіночий тенісний турнір, що проходив на відкритих кортах з ґрунтовим покриттям у Кнокке-Гейст (Бельгія). Належав до турнірів 4-ї категорії в рамках Туру WTA 2000. Відбувсь удруге і тривав з 17 до 23 липня 2000 року. Шоста сіяна Анна Смашнова здобула титул в одиночному розряді й отримала 16 тис. доларів США.

## Фінальна частина

### Одиночний розряд
Анна Смашнова —  Домінік Монамі, 6–2, 7–5
- Для Смашнової це був 1-й титул WTA в одиночному розряді за сезон і 2-й - за кар'єру.

### Парний розряд
Джулія Казоні /  Ірода Туляганова —  Кетрін Берклей /  Ева Дірберг, 2–6, 6–4, 6–4